# Lijst van beelden in Rijssen-Holten
Dit is een (onvolledige) chronologische lijst van beelden in Rijssen-Holten. Onder een beeld wordt hier verstaan elk driedimensionaal kunstwerk in de openbare ruimte van de Nederlandse gemeente Rijssen-Holten, waarbij beeld wordt gebruikt als verzamelbegrip voor sculpturen, standbeelden, installaties, gedenktekens en overige beeldhouwwerken.
Voor een volledig overzicht van de beschikbare afbeeldingen zie: Beelden in Rijssen-Holten op Wikimedia Commons.
| Geplaatst | Omschrijving                                    | Kunstenaar                    | Straat                                   | Plaats  | Materiaal         | Afbeelding |
| --------- | ----------------------------------------------- | ----------------------------- | ---------------------------------------- | ------- | ----------------- | ---------- |
| 1898      | Wilhelminaboom, boombescherming                 | Doetinchemse IJzergieterij    | Schild                                   | Rijssen |                   |            |
| 1925      | St. Dionysius                                   | onbekend                      | Rozengaarde 51 (St. Dionysiuskerk)       | Rijssen |                   |            |
| 1933      | Gedenkmomument                                  |                               | Molenbelterweg                           | Holten  |                   |            |
| 1940      | Oorlogsmonument                                 | H.J. Hoeve                    | Molenbelterweg                           | Holten  |                   |            |
| 1940      | VVV bank                                        | onbekend                      | Beukenlaan                               | Holten  |                   |            |
| 1963      | De Toerist                                      | Fokko Remmers                 | Holterbergweg                            | Holten  | steen             |            |
| 1972      | Vissers van mensen                              | Jan Gierveld                  | Gemeentehuis Rijssen(in het gebouw)      | Rijssen | brons             |            |
| 1982      | Het eiervrouwtje Soare het eiervrouwtje         | Jan Gierveld                  | onbekend                                 | Rijssen | brons             |            |
| 1994      | De Smid                                         | Kees Bos                      | Oranjestraat                             | Holten  |                   |            |
| 2001      | Jan met de Panne                                | Piet Brouwer                  | Haarstraat                               | Rijssen |                   |            |
| 2011      | Houten Handen, rotondekunst                     | Ruurd Hallema                 | N347/Wierdensestraat                     | Rijssen |                   |            |
| onbekend  | Hello Goodby, rotondekunst                      | Ruurd Hallema                 | Reggesingel/Noorderkerk                  | Rijssen |                   |            |
| onbekend  | Ring van baksteen, rotondekunst                 | Ruurd Hallema                 | Reggensingel/Fahrenheitstraat            | Rijssen |                   |            |
| onbekend  | onbekend, rotondekunst                          | Ruurd Hallema                 | Reggensingel/Verlengde Holtersestraatweg | Rijssen |                   |            |
| onbekend  | Wereldbol, rotondekunst                         | Ruurd Hallema                 | N350/Verlengde Holtersestraatweg         | Rijssen |                   |            |
| 2013      | Pompey                                          | Albert Dedden en Paul Keizer  | Huttenwal                                | Rijssen |                   |            |
| 2010      | Wereldtijdpad, Jaarpaal 2010                    | Hanneke Bloemen               |                                          | Holten  | metaal            |            |
| 2011      | Wereldtijdpad, Jaarpaal 2011                    | Chris Peterson                | Smidsbelt                                | Holten  | graniet           |            |
| 2012      | Wereldtijdpad, Jaarpaal 2012                    | Sjoukje Gootjes               | Kalfstermansweide/ Zwartepad             | Holten  | leisteen          |            |
| 2013      | Wereldtijdpad, Jaarpaal 2013                    | Daphne Riedijk                | Kalfstermansweide/ Zwartepad             | Holten  | epoxyhars en hout |            |
| 2014      | Wereldtijdpad, Jaarpaal 2014                    | Viorica Cernica               | Kalfstermansweide/ Zwartepad             | Holten  |                   |            |
| 2015      | Wereldtijdpad, Jaarpaal 2015 Grenzen            | Aebele Trijsburg              | Kalfstermansweide/ Zwartepad             | Holten  |                   |            |
| 2016      | Wereldtijdpad, Jaarpaal 2016, Huisje met stroom | Sophia de Vries               | Kalfstermansweide                        | Holten  |                   |            |
| 2017      | Wereldtijdpad, Jaarpaal 2017, ANWB praatpaal    | Chrétien Gerrits              | Zwartepad                                | Holten  |                   |            |
| 2018      | Wereldtijdpad, Jaarpaal 2018                    | Harro van Aalderen            | Zwartepad                                | Holten  |                   |            |
| 2019      | Wereldtijdpad, Jaarpaal 2019                    | Floor Looy                    | Stationsstraat                           | Holten  | metaal            |            |
| onbekend  | Varkens                                         | Kees Bos                      | Smidsbelt / Kerkplein                    | Holten  |                   |            |
| 2017      | De Beuk                                         | Studio Marchel-Wim van Dongen | Beukenlaan                               | Holten  | hout, metaal      |            |
| 2017      | Het Bos                                         | Studio Marchel-Wim van Dongen | Holterberg                               | Holten  | hout, metaal      |            |
| onbekend  | De wasvrouw                                     | Jan Gierveld                  | Park, Molenstraat bij nr.20              | Rijssen |                   |            |